# 1. deild Wysp Owczych (2012)
W roku 2012 odbyła się 69. edycja 1. deild Wysp Owczych – drugiej ligi piłki nożnej Wysp Owczych. W rozgrywkach brało udział 10 klubów z całego archipelagu. Drużyny z pierwszego i drugiego miejsca uzyskały prawo gry w Effodeildin - najwyższym poziomie ligowym na archipelagu. W sezonie 2012 były to: 07 Vestur oraz AB Argir. Dwie ostatnie drużyny (B68 II Toftir i NSÍ II Runavík) zostały zdegradowane do 2. deild.

## Tabela ligowa
| Uczestnicy 1. deild Wysp Owczych 2011                                                                         | Uczestnicy 1. deild Wysp Owczych 2011 | Uczestnicy 1. deild Wysp Owczych 2011 | Uczestnicy 1. deild Wysp Owczych 2011 |
| --- | ------------------------------------- | ------------------------------------- | ------------------------------------- |
| AB | AB Argir                              | 3                                     |                                       |
| SKÁ | Skála ÍF                              | 4                                     |                                       |
| NSÍII | NSÍ II Runavík                        | 5                                     |                                       |
| HBII | HB II Tórshavn                        | 6                                     |                                       |
| VÍKII | Víkingur II Gøta                      | 7                                     |                                       |
| EBSII | EB/Streymur II                        | 8                                     |                                       |
| Spadek z Vodafonedeildin 2011                                                                                 |                                       |                                       |                                       |
| 07V | 07 Vestur                             | 9                                     |                                       |
| B71 | B71 Sandoy                            | 10                                    |                                       |
| Awans z 2. deild 2011                                                                                         |                                       |                                       |                                       |
| KÍII | KÍ II Klaksvík                        | 1                                     |                                       |
| B68 II | B68 II Toftir                         | 2                                     |                                       |
| Oznaczenia: - kolumna pierwsza – skróty nazw drużyn, - kolumna trzecia – miejsce zajęte w poprzednim sezonie. |                                       |                                       |                                       |

| Lp. | Drużyna            | M  | Z  | R | P  | Bramki | Bramki | Różn. | Pkt | Uwagi                |
| --- | ------------------ | -- | -- | - | -- | ------ | ------ | ----- | --- | -------------------- |
| 1   | 07 Vestur (M) (A)  | 27 | 22 | 2 | 3  | 68     | 19     | +49   | 68  | Awans do Effodeildin |
| 2   | AB Argir (A)       | 27 | 20 | 1 | 6  | 82     | 25     | +57   | 61  | Awans do Effodeildin |
| 3   | Skála ÍF           | 27 | 16 | 6 | 5  | 58     | 29     | +29   | 54  |                      |
| 4   | HB II Tórshavn     | 27 | 14 | 5 | 8  | 53     | 34     | +19   | 47  |                      |
| 5   | KÍ II Klaksvík     | 27 | 12 | 2 | 13 | 57     | 58     | −1    | 38  |                      |
| 6   | Víkingur II Gøta   | 27 | 11 | 3 | 13 | 53     | 52     | +1    | 36  |                      |
| 7   | EB/Streymur II     | 27 | 8  | 6 | 13 | 36     | 59     | −23   | 30  |                      |
| 8   | B71 Sandoy         | 27 | 8  | 3 | 16 | 48     | 72     | −24   | 27  |                      |
| 9   | B68 II Toftir (S)  | 27 | 4  | 2 | 21 | 29     | 80     | −51   | 14  | Spadek do 2. deild   |
| 10  | NSÍ II Runavík (S) | 27 | 4  | 2 | 21 | 30     | 86     | −56   | 14  | Spadek do 2. deild   |